# Un canto por México, vol. 2
Un canto por México, vol 2. es el nombre del octavo álbum de estudio grabado por la cantautora mexicana Natalia Lafourcade. Se lanzó el 28 de mayo de 2021 por la compañía discográfica Sony Music México como la continuidad de su álbum Un canto por México, vol. 1 (2020). El proyecto de ambos lanzamientos corresponde con el apoyo de la cantante en los esfuerzos de reconstrucción del Centro de Documentación del Son Jarocho en Jáltipan, Veracruz.

## Sobre el álbum
Se trata de la continuación de Un canto por México, vol. 1, que fue ganador de un Premio Grammy en la 63.ª edición, dentro de la categoría mejor álbum de música regional mexicana. Sigue la pauta del formato de colaboraciones mostrado anteriormente. 
Dice Natalia Lafourcade:

“En algún punto alguien me preguntó ‘¿cómo convenciste a tantos artistas para que estuvieran en el disco?’ Yo le dije que no tuve que convencer a nadie. Eso fue hermoso: todos quisieron estar en este proyecto, porque creen en él. Estoy segura de que Caetano Veloso dijo ‘qué bueno que están haciendo esto’, porque él también lo hizo. Creen en la importancia de seguir traspasando estos conocimientos del folclore, de nuestras tradiciones.
Natalia Lafourcade para El País (México)

## Lista de canciones
| Un canto por México vol 2. |                                                                     | |          |  |
| N.º                        | Título                                                              | Escritor(es)                                                                                               | Duración |  |
| 1.                         | «La Llorona» (versión acústica)                                     | Tradicional mexicana                                                                                       | 07:29    |  |
| 2.                         | «Cien años» (con Pepe Aguilar)                                      | Rubén Fuentes y Alberto Cervantes                                                                          | 03:42    |  |
| 3.                         | «Alma mía-Tú me acostumbraste-Soledad y el mar»                     | María Grever, Frank Domínguez, Natalia Lafourcade, David Aguilar                                           | 08:44    |  |
| 4.                         | «Luz de luna» (con Aída Cuevas)                                     | Álvaro Carrillo                                                                                            | 03:15    |  |
| 5.                         | «La trenza-Amor completo» (con Mon Laferte)                         | Mon Laferte                                                                                                | 07:54    |  |
| 6.                         | «Nada es verdad» (con Los Cojolites)                                | Noé González Lara, Noé González Molina, Joel Cruz Castellanos, Benito Cortes Padua y Ricardo Perry Guillén | 03:47    |  |
| 7.                         | «Recuérdame» (con Carlos Rivera)                                    | Robert López y Kristen Anderson-Lopez                                                                      | 04:24    |  |
| 8.                         | «La Llorona» (con Silvana Estrada y Ely Guerra)                     | Tradicional mexicana                                                                                       | 06:10    |  |
| 9.                         | «Soy lo prohibido» (con Caetano Veloso)                             | Francisco Dino López Ramos, Roberto Cantoral                                                               | 03:42    |  |
| 10.                        | «Tú sí sabes quererme» (con Mare Advertencia Lirika y Rubén Blades) | Natalia Lafourcade                                                                                         | 04:28    |  |
| 11.                        | «Para qué sufrir» (con Jorge Drexler)                               | Natalia Lafourcade y Juan Manuel Torreblanca                                                               | 03:56    |  |